# Nicolaas van Verdun

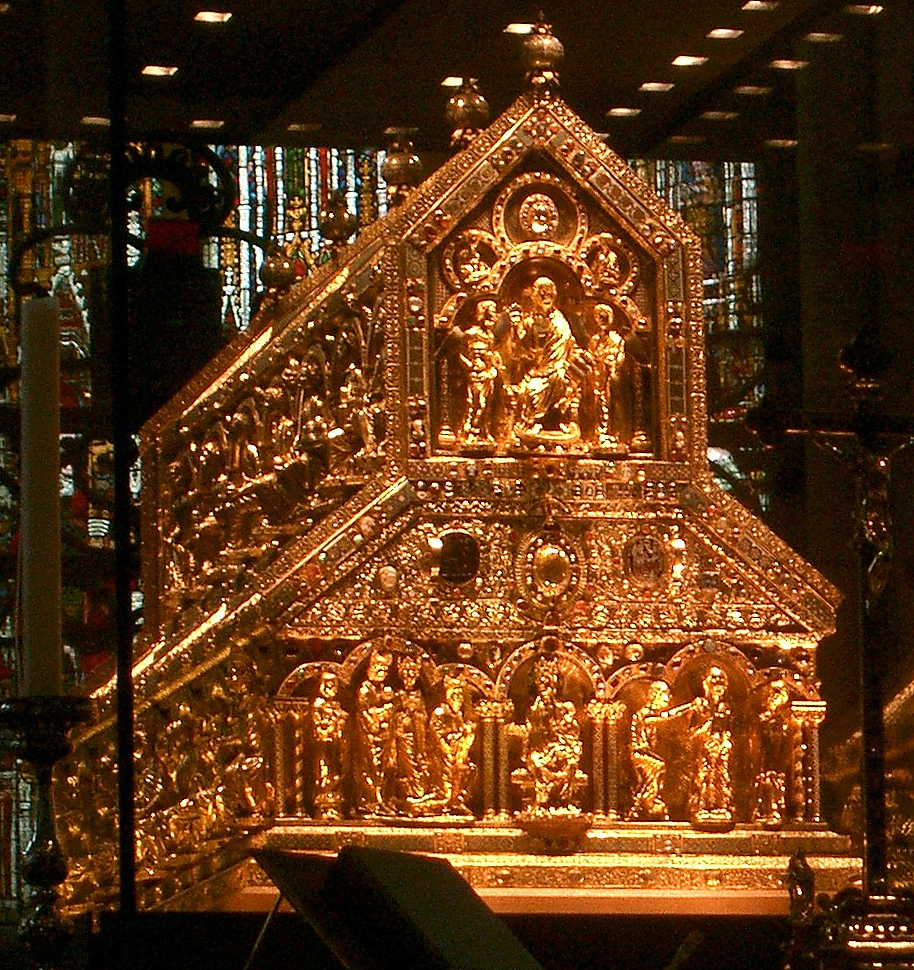
De Driekoningenschrijn in de Dom van Keulen

Nicolaas van Verdun (ca. 1130 - 1205) was een romaans edelsmid uit Lotharingen en is een van de weinige kunstenaars uit deze periode die bij naam bekend is. Nicolaas was een ambulant kunstenaar die op verschillende plaatsen in Europa opdrachten uitvoerde. Zijn bekendste werk is de driekoningenschrijn dat zich in de dom van Keulen bevindt en die de relikwieën van de Drie Koningen bevat en het grootste edelsmeedwerk uit de middeleeuwen is.

## Oeuvre
Over het leven van Nicolaas van Verdun is niets bekend; zijn naam is ons slechts bekend doordat hij twee van zijn drie bekende werken signeerde en dateerde.

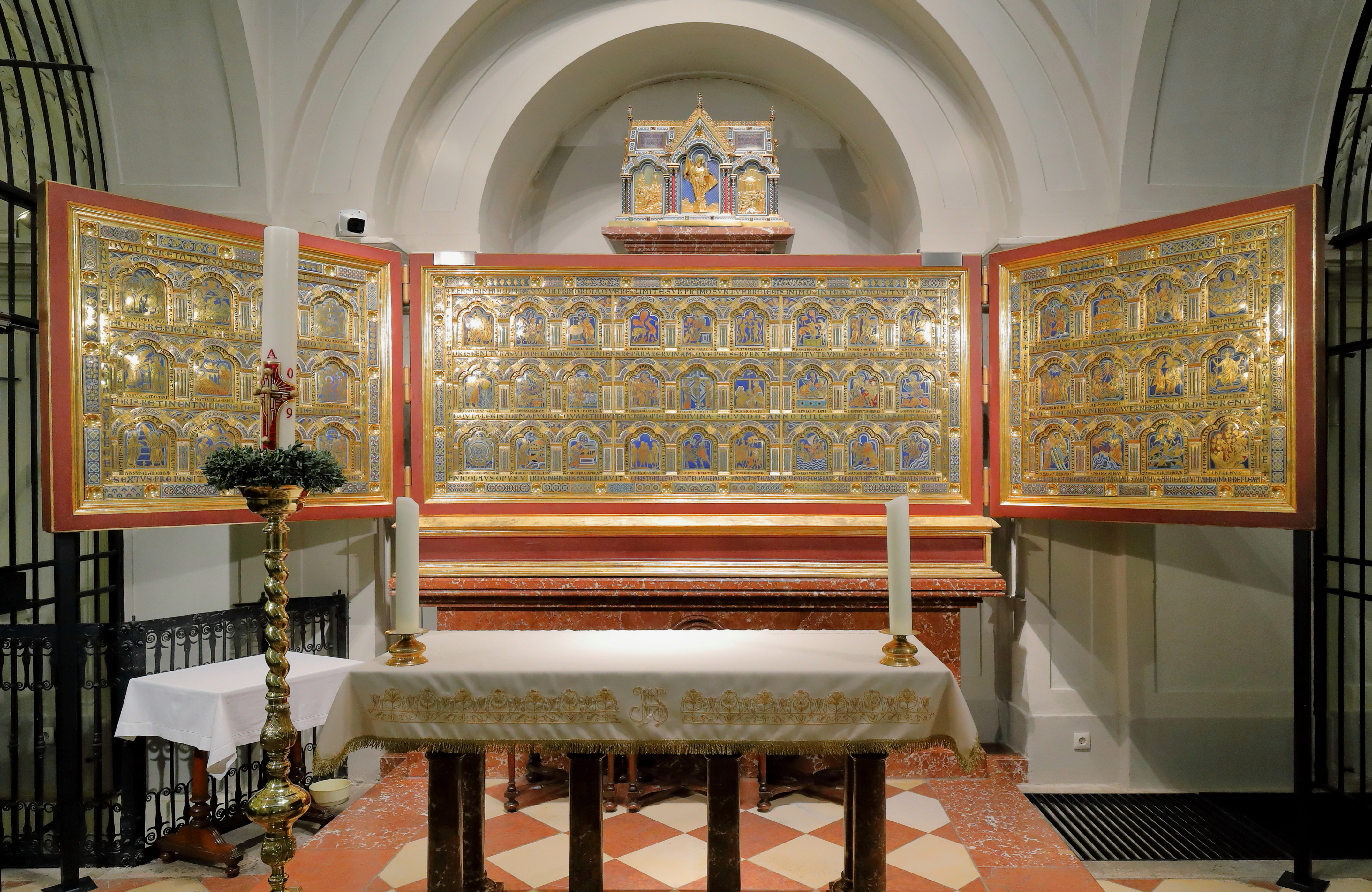
Het altaar van Klosterneuburg

### Klosterneuburgaltaar

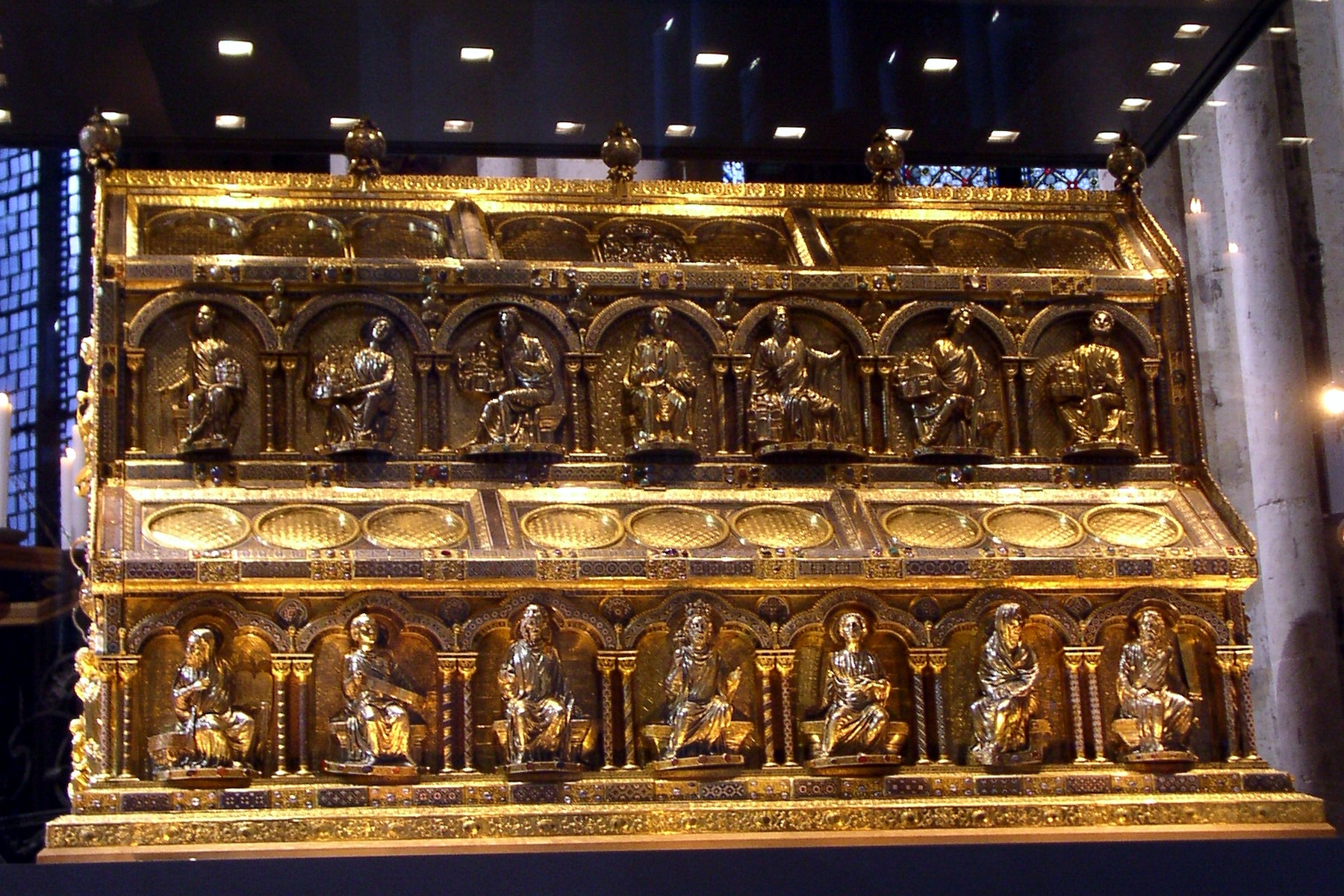
De Driekoningenschrijn

Het eerste werk is de ambo van de kerk van het Benedictijnerklooster van Klosterneuburg bij Wenen. Dit werk kwam volgens de inscriptie gereed in 1181 en was het werk van "Nicolaus Verdunensis". Een dergelijk grote opdracht (het is het omvangrijkste emailwerk uit de twaalfde eeuw) werd ongetwijfeld niet toevertrouwd aan een beginnende edelsmid en het is dan ook aannemelijk dat Nicolaas al een groot meester was toen hij naar Klosterneuburg gehaald werd. De ambo is ons overgeleverd als een altaarstuk in triptiekvorm van 108 cm hoog. Nadat in 1330 de ambo beschadigd werd door brand is het werk namelijk omgevormd en werden de zijkanten van de ambo ingezet als de luiken van het triptiek. Het werk bestaat uit 51 scènes in email, waarvan er 45 origineel van Nicolaas zijn, die zijn gegroepeerd in drie rijen. Elke emaillen voorstelling wordt omzoomd door een driepasboog van verguld brons. Deze drie rijen voorstellingen hebben elk hun eigen onderwerp: de centrale rij bestaat uit nieuwtestamentische episodes. De bovenste en onderste rijen bevatten scènes uit het Oude Testament, respectievelijk voor en na het opleggen van de tien geboden. Verticaal komt er hierbij een gecompliceerd typologisch programma tot stand. Zo wordt de engel van de annunciatie geflankeerd door de engelen die de geboortes van Isaak en Samson aankondigden.

### Driekoningenschrijn

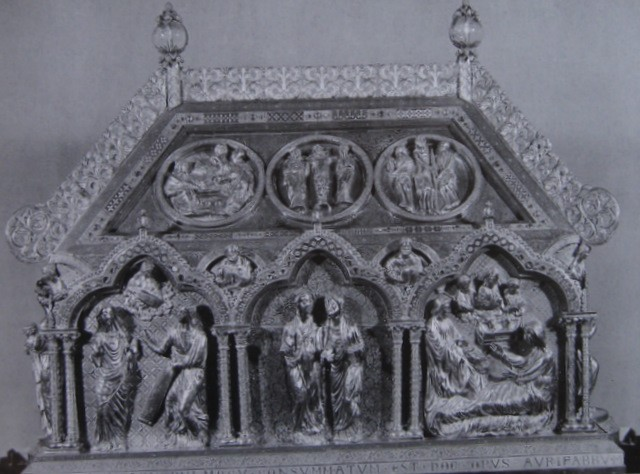
De reliekschrijn in de schatkamer van de Onze-Lieve-Vrouwekathedraal (Doornik)

Aan de schrijn voor de relieken van de Heilige Drie Koningen werd door Nicolaas en zijn atelier tussen 1181 en 1230 gewerkt. Met zijn lengte van 220 cm, breedte van 110 cm en hoogte van 153 cm is dit de grootste middeleeuwse reliekschrijn. Bovendien is het door zijn versiering met meer dan 1000 edelstenen en parels en 300 antieke gemmen en cameeën en het gebruik van edelmetalen waarschijnlijk ook de kostbaarste.

### De reliekschrijn van Onze-Lieve-Vrouw van Vlaanderen
Deze reliekhouder is het andere gedocumenteerde werk van Nicolaas van Verdun en waarschijnlijk het laatste werk van de meester. Het dateert van 1205 en werd door Nicolaas gesigneerd met "Hoc opus fecit magister Nicolaus de Verdun" (dit werk is gemaakt door meester Nicolaus van Verdun). De schrijn meet 90 bij 126 cm en is gemaakt van verguld zilver en brons rond een houten kern en bezet met edelstenen, parels en email. De schrijn in de vorm van een huis met schilddak werd gemaakt voor de kathedraal van Doornik voor de relieken van Onze-Lieve-Vrouw die deze kerk bezat. Deze relieken werden in de elfde eeuw in processie door de stad gedragen om een pestepidemie af te zweren. Nog altijd wordt de schrijn tijdens een jaarlijkse processie rond gevoerd. De schrijn werd waarschijnlijk tijdens de beeldenstorm van zijn relieken beroofd.
Rondom is de relikwieënschrijn voorzien van een arcade met driepasbogen op dubbele zuilen en in het dak zijn medaillons aangebracht met voorstellingen. Het meeste van deze gegoten beeldjes zijn niet meer origineel van de hand van Nicolaas maar het resultaat van laatmiddeleeuwse of negentiende-eeuwse herstelwerkzaamheden. De hand van Nicolaas is echter wel te vinden in de beeldjes die zich rondom de schrijn in de arcades bevinden. Aan het hoofd bevindt zich Christus op een troon geflankeerd door engelen met Passiewerktuigen, aan de andere zijde bevindt zich de aanbidding van de drie koningen. Aan de lange zijde bevinden zich aan de ene kant voorstellingen van de vlucht naar Egypte, de presentatie in de tempel en de doop. De andere lange zijde is getooid met voorstellingen van annunciatie, visitatie en de geboorte van Jezus.
De schrijn is een van de zeven wonderen van België.

## Stijl
Het werk van Nicolaas van Verdun bevindt zich stilistisch op de overgang tussen Romaans en Gotisch en wordt beschouwd als het hoogtepunt van de Maaslandse edelsmeedkunst.